# Аминта (царь Галатии)
Аминта Галатский (др.-греч. Ἀμύντας) — современный Страбону вождь галатского племени трокмов, правитель Галатии, Исаврии и некоторых других территорий между примерно 36 и 25 годами до н. э. Аминта был сыном царя галатов Брогитара и дочери Дейотара, которому Аминта наследовал. Страбон сообщает, что в районе озера Татта у Аминты было более 300 стад овец. К своим владениям, в результате убийства друга Цицерона Антипатра добавил Дербе. С позволения римлян он также занял Исаврию и Каппадокию.
Плутарх в своих «Сравнительных жизнеописаниях» рассказывает о том, что Аминта сначала был в числе союзников Марка Антония, однако переметнулся к Октавиану Августу перед битвой при Акциуме. После битвы Август отдал Аминте Киликию Трахею.
Аминта вёл успешную войну с гомонадами, но был убит ими из засады, не успев завершить свой новой столицы, Аминта был убит киликийцами. После его смерти Галатия стала римской провинцией.
Аминта Галатский был женат на дочери другого вождя галатов. Их внуками были Гай Юлий Басс, проконсул Вифинии в 98 году и Гай Юлий Север, трибун VI легиона. Одна из гипотез в рамках исследований Происхождение из античности предполагает, что Аминта был предком в 25 поколении епископа Арнульфа Мецкого, а через него Карла Великого и большинства современной европейской знати.